# Мангуст (спецподразделение ФСИН, Ростовская область)
Отдел специального назначения «Мангуст» (до 1999 года отряд специального назначения «Мангуст») — спецподразделение Главного управления Федеральной службы исполнения наказаний России по Ростовской области.

## История
Отдел специального назначения был образован 20 февраля 1991 года. Причиной создания отряда специального назначения в системе пенитенциарных учреждений стала обострившаяся в СССР обстановка, выражавшаяся в криминализации общества и участившихся случаях захвата заложников, что требовало принять срочные меры. В 1991—1997 годах отряд находился в ведении управления исполнения наказаний (УИН) ГУВД по Ростовской области, в 1998—1999 годах подчинялся УИН при Министерстве юстиции РФ по Ростовской области. В феврале 1999 года преобразован в отдел специального назначения.
Бойцы «Мангуста» обеспечивают безопасность деятельности учреждений уголовно-исполнительной системы, в том числе и безопасность рядовых сотрудников ГУФСИН по Ростовской области при проведении специальных мероприятий в исправительных учреждениях. В частности, им приходится усмирять поднятые заключёнными бунты.
Бойцы «Мангуста» в первые годы существования отряда приняли участие в нескольких операциях по освобождению заложников — в микрорайоне Чкаловский в октябре 1992 года, на территории ИТК-15 в Батайске в августе 1993 года, на территории школы № 25 в Ростове-на-Дону в декабре 1993 года и на территории ростовского аэропорта в марте 1994 года. С 1995 года отряд участвовал в Первой чеченской войне, с осени 1999 года участвовал в операциях против террористов в Дагестане и Чечне. В частности, «Мангуст» принимал участие в боях за село Чабанмахи, в боях за Грозный (в районе республиканской больницы), блокировании ущелья «Волчья пасть» и ряде разведывательных мероприятий по выявлению и уничтожению снайперских групп чеченских сепаратистов.
В сентябре 2015 года 22 бойца «Мангуста» в составе сводного отряда отправились в трёхмесячную командировку на Северный Кавказ для выполнения задач, поставленных руководством оперативной группы ФСИН России, и вернулись домой в ноябре.
16 июня 2024 года отряд участвовал в освобождении заложников, захваченных террористами ИГИЛ в ростовском СИЗО № 1.

## Личный состав
Характер задач, решаемых ОСН, требует от личного состава высокого уровня физической и психологической подготовки. К кандидатам предъявляются высокие требования, связанные как с умением противостоять более сильному противнику, так и с оказанием поддержки сослуживцам в критических ситуациях.
Часть сотрудников отряда была отмечена государственными и ведомственными наградами за успешное выполнение задач на Северном Кавказе. 14 сотрудников ОСН «Мангуст» являются обладателями краповых беретов.
Первым командиром отряда специального назначения «Мангуст» был полковник внутренней службы Сергей Евгеньевич Лысов, трижды кавалер Ордена Мужества; должность он занимал с апреля 1991 года по январь 2003 года.